# Андреас фон Лихтенщайн
Андреас фон Лихтенщайн (на немски: Andreas zu Liechtenstein; † ок. 1400) е благородниик от род Лихтенщайн, господар на замък Лихтенщайн в Долна Австрия.

## Произход
Той е син на Рудолф I фон Лихтенщайн († сл. 1343) и съпругата му Елизабет фон Валзее († сл. 1326). Брат е на Йохан I фон Лихтенщайн-Мурау († 1395), господар в Лихтенщайн, Мурау и Гмюнд-Пиберщайн, и Елизабет фон Лихтенщайн († сл. 1349), омъжена 1333 г. за граф Фридрих фон Щубенберг († 1371).

## Фамилия
Андреас фон Лихтенщайн се жени 1345 г. за Агнес фон Куенринг († сл. 8 януари 1359), дъщеря на Леутолд I фон Куенринг, господар на Дюрнщайн и Вайтра († 1312) и Агнес II фон Тюбинген († ок. 1341), дъщеря на граф Улрих I фон Тюбинген-Асперг († 1283) и Елизабет фон Феринген († 1264). Те имат дъщеря:
- Агнес/Катарина фон Лихтенщайн († сл. 1375), омъжена на 24 април 1372 г. за Улрих IV фон Абенсберг († между 13 март 1374 – 16 декември 1375), син на Улрих III фон Абенсберг († 1367) и Елизабет фон Гунделфинген († 1342).